# Tribus de Kabylie
 (février 2019).

Carte topographique de la Kabylie.

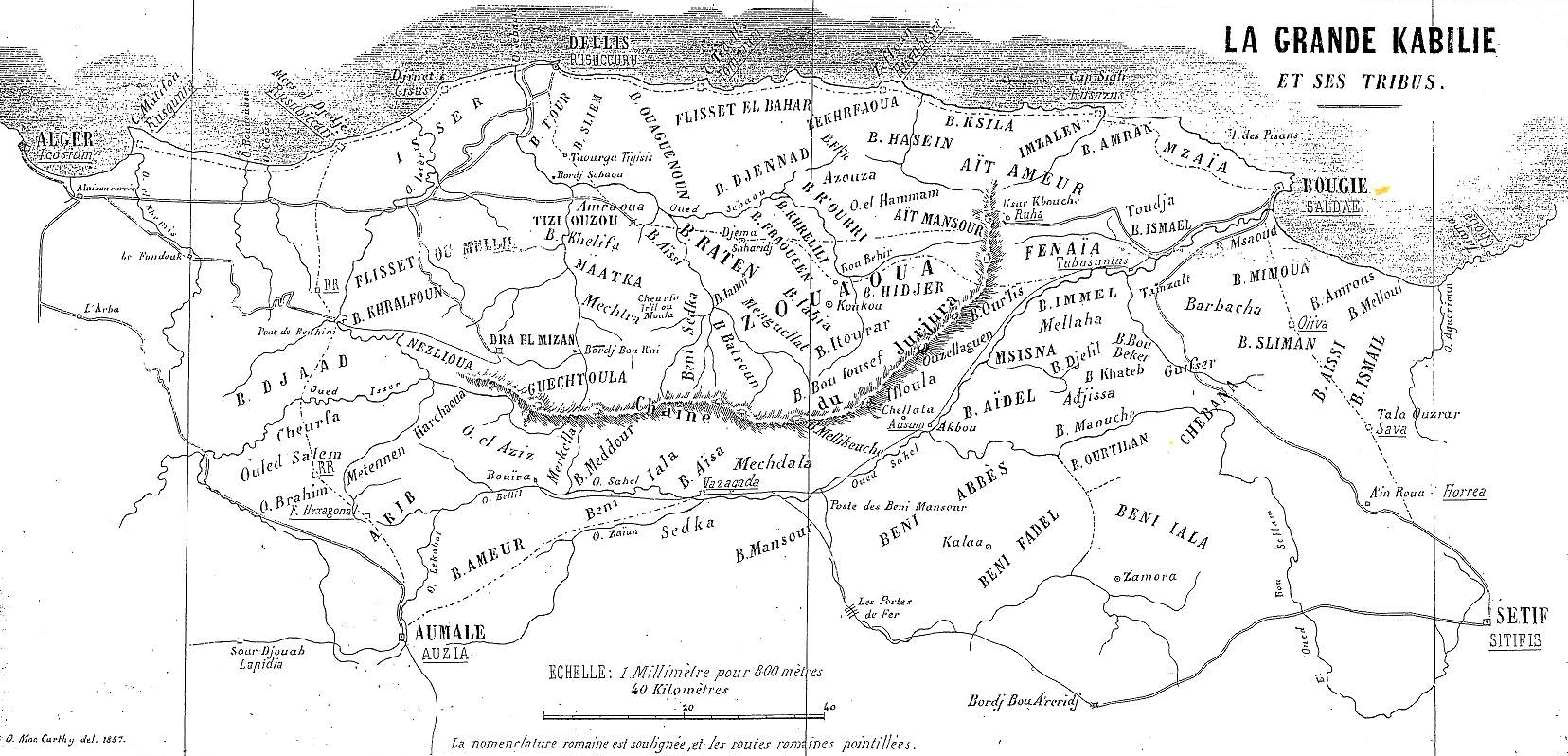
Kabylie (1857, Berbrugger).

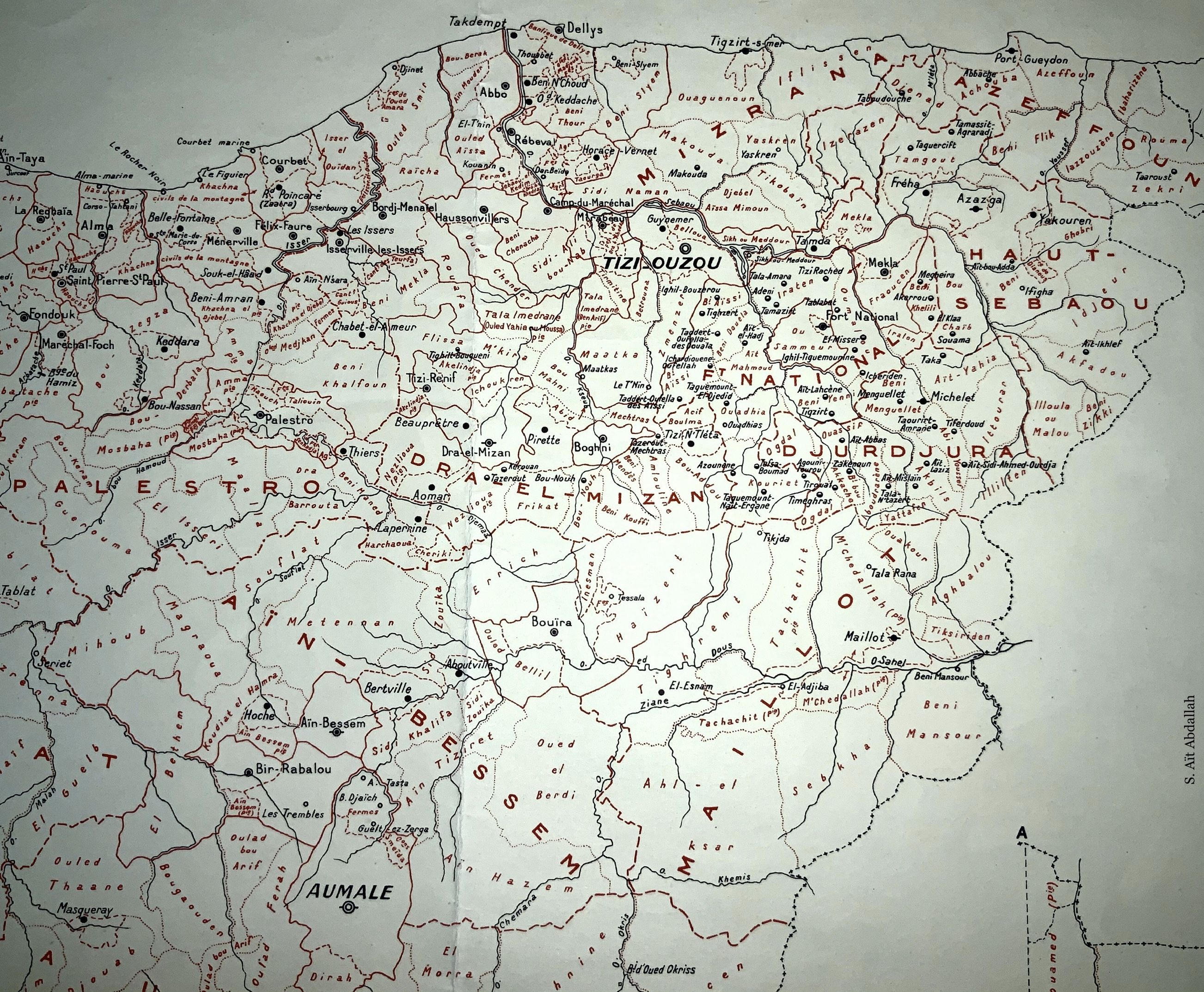
Confédérations et tribus de Grande Kabylie (carte de 1940).

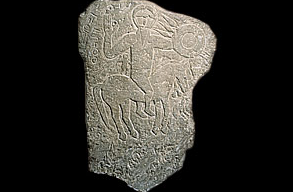
Stèle libyque découverte A abizar n’ath djennad - datant du

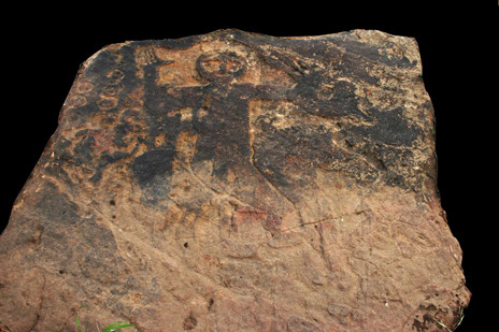
Stèle gravée sur une dalle de grès brunâtre et portant une transcription libyque - découverte à Chemini, la région des Aït Waghlis.

Les Tribus de Kabylie représentent des tribus Kabyles kabylophones situées dans la partie nord de l’Algérie. D'après diverses études, cette région allait d’Alger au large des côtes d'Annaba, distinguant Kabylie du Djurdjura à l'ouest et Kabylie des Babors à l'est.

## Description
Chaque tribu disposait d'une autonomie relative, au niveau de ses règles, ses lois, ses mœurs. Une organisation politique commune avec toujours, un comité de village qui régulait la vie au sein de la communauté. Ces tribus s'unissaient principalement lors de conflits ou de guerres, notamment contre des envahisseurs, comme les Romains, les Byzantins, les Arabes, les Ottomans et les Français.

## Organisation sociale
L'organisation sociale kabyle est de nature patriarcale et patrilinéaire, la filiation se faisant par la lignée masculine. Suivant les traditions, les familles élargies se regroupent autour des aïeuls, les femmes, les enfants, les oncles, les tantes et autres cousins. Un ensemble de familles ayant un ancêtre commun se regroupe en faction[citation nécessaire] (taxarubt). Un quartier n'est généralement habité que d'une seule faction[réf. nécessaire], avec ses terres et son propre cimetière. La faction, voire le quartier, porte, en règle générale, le nom ou le surnom de l'ancêtre fondateur.
Le regroupement de plusieurs factions forme un village (taddart, pl. tuddar). Un ensemble de villages aux origines communes forme une tribu (εarc).
Lorsque plusieurs tribus s'entendent entre elles, elles forment une confédération (taqbilt). Ce phénomène, le plus souvent poussé par les guerres, est plutôt éphémère[réf. nécessaire]. Les confédérations se font mais se défont aussi rapidement qu'elles ne se sont formées lorsque le calme est revenu.
La composition de la grande Kabylie en confédérations lui vaut le nom de tamawya taqbaylit (fédération kabyle[réf. nécessaire]). L'expression généralement utilisée reste tamurt n Leqbayel, « le pays des Kabyles ».

## Histoire

### Quinquégentiens
Selon la légende, le premier habitant du Djurdjura était un géant. Celui-ci aurait eu cinq fils qui, une fois devenus grands, seraient à l'origine de cinq familles. Suivant le principe du développement familial énoncé en introduction, ces cinq familles seraient à l'origine des cinq tribus, qui, réunies en confédération, auraient lutté contre la domination romaine. Ainsi le vocable de Quinquegentiens, populaire chez les historiens, serait un emprunt à la légende kabyle.
L'histoire a pu transmettre uniquement le nom de deux de ces tribus :
- Isaflensès ou Iflensès qu'on identifie avec les Iflissen de nos jours, est le seul nom de famille retrouvé.
- A Aumale, une inscription de 261 après J.-C. parle d'un chef du nom de Aït Fraoussen (Faraxen). Les mots Faraxen et Fraoussen seraient identiques. On identifierait par là le père de la tribu des Aït Fraoussen[2].

Selon les récits de plusieurs historiens sur Firmus et Gildon, les deux frères qui dirigeaient les armées des Quinquegentiens, il y avait plus de deux tribus, cependant on ne dispose d'aucune preuve historique à part ces récits.
Extrait d'un article publié par Athenaeum français en 1852 :
«  Parmi les tribus que le comte Théodose eut à combattre de 373 à 375, et que cite Ammien Marcellin, on pourrait rattacher à la confédération des Quinquegentiens :
- 1° celle des Massissenses, que l'on identifie aux Msisna ou Imsissen, sur la rive droite de la Soummam ;
- 2° celle des Tindenses, qui aurait occupé les territoires des Fenaïa, des Aït Waghlis et des Aït Amer ;
- 3° celle des Isaflenses, que l'on croit être les Flissa de nos jours ;
- 4° les Jubaleni, ou montagnards, qui seraient les Zouaoua ;
- 5° et les Jesalenses, qui auraient occupé le pays situé à l'ouest des Zouaoua.

#### Faraxen, Iflensès et Azus
En ce qui concerne les noms des cinq grandes tribus antiques (les gens en latin), dont seuls deux noms nous sont formellement parvenus aujourd'hui (Faraxen pour Feraoucen et Iflensès pour Iflissen), nous pouvons aussi relever la présence d'Azus, patronyme et toponyme à la fois, alors très répandu en Kabylie et sur tout son pourtour.
En effet, le comptoir phénicien venu s'établir sur un ancien établissement berbère (5000 ans) devenu la grande ville romaine de Rusazus n'est autre aujourd'hui qu'Azeffoun (Port-Gueydon colonial). Autour d'Azeffoun et jusqu'à l'Akfadou nous avons encore aujourd'hui : la forêt des Yazzuzen, le mont des Yazzuzen, des lieux-dits Yazzouzen ou Azzouz. Ce qui démontre la relation entre le terme Azus et sa forme en tamazight plurielle (donc tribu) de Yazzuzen.
Les termes de Azus/Azuz/Auzu/Auzua...jusqu'à Auzia (Aumale' coloniale et Sour el Ghozlene actuelle) sont peut-être[évasif] à rapprocher. Azouaou (ou Azwaw connu aussi sous Zouaoua (Zwawas, Gwawa...) sont peut-être la même forme du nom de cette très ancienne tribu berbère de Kabylie qui est encore connue de nos jours sous son vocable inchangé des Azzouz/Yazzouzen : Azzouza (Larbaa n'At Iraten ou Aït Iraten) et Taguemount Azzouz, gros villages de Kabylie.
Les Yazzouzen ont donné naissance à l'actuelle tribu des Aït Iraten, qui forme depuis le haut Moyen Âge avec les Aït Fraoussen les deux grands groupes dominant la Kabylie du Djurdjura antique.
Une troisième gens encore présente et vivante sur le Djurdjura : les Azzuz (Azzouz/Azus), au côté des Aït Fraoussen (Feraoucne/Faraxen) et Iflissen (Flissas/Iflensès).

### Jusqu'auXIVe
Au XIVe siècle, Sidi Ahmed ou el Kadhi, alors gouverneur de la province de Annaba du royaume hafside, revient chez lui pour unir les Kabyles contre les Espagnols. Originaire de Achallam, village des Aït Ghobri, il est accueilli à son retour de manière triomphale, s'attirant aussi la sympathie des tribus voisines. Sidi Ahmed ou el Kadhi élit domicile sur le piton de Koukou, fortement soutenu par les Aït Khellili, Aït Bou Chaïeb (At Bu Cɛayeb), Itsourar (At Yettsuragh), Aït Yahia, Aït Idjeur et les Aït Ghobri. Cela marque la naissance des seigneurs de Koukou.

### Royaume de Koukou
Profitant de l’attaque par la mer des frères Barberousse, Aroudj et Kheireddin, il libérera Béjaïa de l’occupation espagnole. Puis il infligera une lourde défaite au cheikh des Aït Abbas, les princes de Guelâ du royaume des Beni Abbès (royaume des Aït Abbas), en guise de châtiment pour avoir aidé les Espagnols contre les Kabyles. Enfin, trahi par les Turcs, il chassera Kheireddin d’Alger où il régnera de 1520 à 1527. Son règne s’achèvera un soir où il sera lâchement assassiné par un mercenaire kabyle à la solde de Kheireddin. À la mort de leur chef, les Kabyles en déroute quitteront Alger pour se réfugier chez eux. Sidi el Haoussin ou el Kadhi, le frère de Sidi Ahmed ou el Kadhi, sera reconnu Roi des Seigneurs de Koukou en 1529 et reprendra le commandement de l’armée kabyle pour organiser la défense contre les Turcs.
Au fil des années le règne des seigneurs de Koukou prendra une tournure despotique où les hommes des six tribus précédemment citées seront obligés de servir dans l’armée des seigneurs de Koukou, soumettant les tribus plus au Nord à différents impôts, racket et autres injustices. Certains historiens rapportent même que le cheptel des seigneurs de Koukou allait brouter de l’autre côté de l'oued Sebaou, sur le territoire des Aït Fraoussen et des Aït Iraten, sans que cette importante confédération ne proteste de peur de déclencher une guerre.
Les Kabyles ne supportant plus l’exercice tyrannique du pouvoir par les Bel Kadhi, cherchaient depuis plusieurs années l’occasion d’en finir avec le régime de type féodal du royaume de Koukou (1515-1730).

### Renversement
Au XVIIe siècle, Sidi Mansour est le personnage moteur du soulèvement des Kabyles. Faisant prendre conscience de leur force et de leur nombre aux Aït Djennad, il constitue une formidable unité. Rapidement, les confédérations voisines des Aït Ouaguenoun et des Iflissen Lebhar s’unissent avec les Aït Djennad pour former une puissante « confédération élargie » qui combat sans relâche les seigneurs de Koukou, alors dirigés par Amar ou el Kadhi. 
En 1618, Amar ou el Kadhi meurt mais il faut attendre la fin du XVIIe siècle pour signer l’avènement des seigneurs de Koukou avec notamment une liberté totale et retrouvée chez les Aït Djennad, Aït Ghobri et Aït Idjer.

## Liste des confédérations et tribus

### En Grande Kabylie
On dénombre 14 confédérations et 98 tribus en Grande Kabylie. 78 de ces tribus intègrent l'une des 14 confédérations.
| Aït Aïssi | Aït Djennad                                   | Aït Iraten | Aït Ouagenoun                                                                                    | Aït Sedka                                                                                           |
| --- | --------------------------------------------- | --- | ------------------------------------------------------------------------------------------------ | --------------------------------------------------------------------------------------------------- |
| - Aït Abdelmoumen - Aït Amer ou Faïd - Aït Douala - Aït Mahmoud - Aït Zmenzer - Iferdioun - Ihassenaouen                                                                                 | - Ait Adas - Ait Ighzer - Ait Khodea          | - Aït Akerma - Aït Aggouacha - Aït Oumalou - Aït Ousammer - Irdjen                                                                           | - Afir - Aït Aissa Mimoun - Aït Msellen - Aït Sidi Hamza - Attouche - Cherfa - Istiten - Yaskren | - Aït Ahmed - Aït Chebla - Aït Bou Chennacha - Aït Irguen - Aït Ali ou Illoul - Aoukdal - Iouadhien |
| Iflissen Umellil | Iflissen Lebhar                               | Zouaoua | Igouchdal                                                                                        | Maatkas                                                                                             |
| - Aït Amran - Aït Arif - Aït Bourouba - Aït Bou Chennacha - Aït Chilmoun - Aït Mekla - Aït Yahia ou Moussa - Alemmas - Ibouazzounen - Ighermrasen - Iltayen - Imkiren - Imzalen - Irafan | - Aït Ahmed - Aït Zerara - Aït Zouaou - Tifra | Aït Betroun - Aït Boudrar - Aït Bou Akkach - Aït Ouacif - Aït Yenni Aït Menguellet - Aït Attaf - Aït Bou Yousef - Aït Menguellet - Aït Akbil | - Aït Bou Addou - Aït Bou Gherdane - Aït Ismail - Aït Koufi - Aït Mendes - Frikat                | - Aït Khelifa - Ibettrounen - Maatka                                                                |

### En Petite Kabylie
- At Yidir (ⴰⵜ ⵢⵉⴷⵉⵔ)
- Ibaṛisen (ⵉⴱⴰⵕⵉⵙⴻⵏ)
- Toudja (ⵉⵜⵓⴵⴻⵏ)
- Ibeṛbacen (ⵉⴱⴻⵕⴱⴰⵛⴻⵏ)
- At Smaɛel (ⴰⵜ ⵙⵎⴰⵄⴻⵍ)
- Aït Mansour (ⴰⵜ ⵎⴻⵏⵚⵓⵔ)
- At Umɛuc (ⴰⵜ ⵓⵎⵄⵓⵛ)
- Illulen Usamar (ⵉⵍⵍⵓⵍⴻⵏ ⵓⵙⴰⵎⴰⵔ)
- Imsisen (ⵉⵎⵙⵉⵙⴻⵏ) (fraction des At Ɛidel)
- Aït Melikech (ⴰⵜ ⵎⵍⵉⴽⴻⵛ)
- Ouzellaguen (ⵓⵣⴻⵍⵍⴰⴳⴻⵏ)
- Mezzaïa (ⵉⵎⴻⵣⵣⴰⵢⴻⵏ)
- Iɛemranen (ⵉⵄⴻⵎⵔⴰⵏⴻⵏ)
- Aït Messaoud (ⴰⵜ ⵎⴻⵙⵄⵓⴷ)
- Fenaïa (ⵉⴼⵏⴰⵢⴻⵏ)
- At Sliman (ⴰⵜ ⵙⵍⵉⵎⴰⵏ)
- At Ɛemrus (ⴰⵜ ⵄⴻⵎⵔⵓⵙ)
- At Bimun (ⴰⵜ ⴱⵉⵎⵓⵏ)
- Aït Amer (ⴰⵜ ⵄⴰⵎⴻⵔ)
- Aït Imloul (ⴰⵜ ⵎⵍⵍⵓⵍ)
- Aït Waghlis (ⴰⵜ ⵡⴻⵖⵍⵉⵙ)
- Ait Aidel (ⴰⵜ ⵄⵉⴷⴻⵍ)
- At Temzalt (ⴰⵜ ⵜⴻⵎⵣⴰⵍⵜ) / At Amruyub

#### Babors

##### Jijel
Une trentaine de tribus composent le territoire de la wilaya de Jijel,. 
- Aït Achour
- Beni Aïssa
- Ouled Ali
- Beni Khezeur
- Beni Mâad
- Beni Marmi
- Aït Nabet
- Beni Kati
- Ouled Saad
- Aït Saâdellah
- Beni Afer
- Beni Ahmed
- Beni Aïcha
- Beni Amrane
- Beni Caïd
- Beni H'bibi
- Beni Foughal
- Beni Ider
- Beni Khettab
- Beni Mâameur
- Beni Maâzouz
- Beni M'djaled
- Beni Ourzeddin
- Beni Salah
- Beni Sekfal
- Beni Siar
- Beni Yedjis
- Beni Zoundaï
- El Kherracha
- Ledjenah
- Ouled Ali
- Ouled Aidoun
- Ouled Aouat
- Ouled Asker
- Ouled Belâafou
- Ouled Boubeker
- Ouled M'hammed
- Ouled Saâd
- Ouled Tafer
- Ouled Tibane
- Beni Oudjehane (tribu originaire de Béjaïa en 1847)

##### Sétif
- Babor (ibaburen)
- Aït Bezaz
- Aït Djebroune
- Aït M'djaled Qbala
- Gheboula (Ghbouliyen)
- I3emmucen (Amoucha)
- Ith Achache
- Ith Brahem
- Ith Chebana
- Ith Hafett
- Ith Ouerthiran
- Ith Yaâla
- Lerbaâ
- Sahel Guebli
- Serdj El Ghoul
- Guergour

#### Bibans
- Aït Abbas
- Aït Yadel
- Djebaïlia
- M’Zita
- Ouled Kebbab
- Mansourah
- Ouled Sidi Brahim Boubekeur
- Aït Imloul

### En Basse Kabylie
- Aïth Aïcha.
- Aïth Khelifa.
- Ait khelfoun Chabet El Amer
- Ath Kaci (tamda)
- Beni Mezghenna (Aït Mezghenna)